# Mañana y siempre
Mañana y siempre es un cortometraje español estrenado el 11 de octubre de 2018, dirigido por Manuel Martínez Velasco (hijo de Concha Velasco) y protagonizado por Concha Velasco, Fran Perea, Kira Miró, Adriana Torrebejano y Paula Apolonio.
Recibió la mención especial del jurado en la 10.ª edición del Festival “Pilas en corto” celebrado en la localidad sevillana de Pilas.
Fue presentado a concurso en la 16.ª edición del Festival de Cine de Comedia de Tarazona y el Moncayo ‘Paco Martínez Soria’ junto a otros cincuenta y cinco cortometrajes, siendo el ganador del certamen 'El síndrome del Ártico' de Borja Echeverría.

## Sinopsis
Una historia contada desde la visión de una niña, que observa cómo toda su familia muestra su inquietud cuando su abuela es diagnosticada de osteoporosis, una enfermedad que afecta predominantemente a las mujeres.

## Reparto
- Concha Velasco como Abuela (Ana).
- Fran Perea	como Padre.
- Adriana Torrebejano como Madre.
- Kira Miró como Maestra.
- Irene Soler como Doctora.
- Paula Apolonio como Nieta (Andrea).